# Coppa Italia Lega Pro 2013-2014
La Coppa Italia Lega Pro 2013-2014 è stata una competizione di calcio italiana ad eliminazione diretta, a cui hanno partecipato tutte le squadre partecipanti in Lega Pro Prima Divisione 2013-2014 e Lega Pro Seconda Divisione 2013-2014. È iniziata il 17 agosto 2013 e si è conclusa il 16 aprile 2014 con la vittoria della Salernitana.

## La formula
Vengono ammesse alla competizione le 69 squadre che risultano regolarmente iscritte ai campionati di Lega Pro Prima Divisione 2013-2014 e Lega Pro Seconda Divisione 2013-2014.
La competizione si divide in varie fasi:
- Fase eliminatoria a gironi: vi partecipano le 42 squadre di Prima Divisione e Seconda Divisione che non hanno preso parte al primo turno della Coppa Italia maggiore. Le squadre sono suddivise in 14 gironi di tre squadre[2], e sono ammesse alla fase finale le società classificate al 1º posto per ogni girone (14 società) più le 7 migliori classificate al 2º posto.
- Fase finale
  - Fase ad eliminazione diretta
    - Primo turno: le 21 squadre qualificate e le 27 provenienti dalla Coppa Italia maggiore si affrontano in una gara di sola andata, le 24 vincitrici si qualificano al turno successivo.
    - Secondo turno: le 24 squadre qualificate si affrontano in una gara di sola andata, le 12 vincitrici si qualificano al turno successivo.
    - Terzo turno: le 12 squadre sono divise in 4 gironi da 3 squadre ciascuno; le prime di ogni girone si qualificano alle semifinali.

  - Semifinali e Finale: si giocano ad eliminazione diretta, con partite di andata e ritorno.

## Date
| Fase          | Turno              | Andata              | Ritorno             |
| ------------- | ------------------ | ------------------- | ------------------- |
| Fase a gironi | 1ª giornata        | 18 agosto 2013      | 18 agosto 2013      |
| Fase a gironi | 2ª giornata        | 25 agosto 2013      | 25 agosto 2013      |
| Fase a gironi | 3ª giornata        | 28 agosto 2013      | 28 agosto 2013      |
| Fase finale   | Primo turno        | 2 ottobre 2013      | 2 ottobre 2013      |
| Fase finale   | Secondo turno      | 23 ottobre 2013     | 23 ottobre 2013     |
| Fase finale   | 1ª giornata Gironi | 6 novembre 2013     | 6 novembre 2013     |
| Fase finale   | 2ª giornata Gironi | 27 novembre 2013    | 27 novembre 2013    |
| Fase finale   | 3ª giornata Gironi | 11-18 dicembre 2013 | 11-18 dicembre 2013 |
| Fase finale   | Semifinali         | 12 febbraio 2014    | 26 febbraio 2014    |
| Fase finale   | Finale             | 19 marzo 2014       | 16 aprile 2014      |

## Fase eliminatoria a gironi
Partecipano alla Fase Eliminatoria le 42 squadre iscritte alle due divisioni della Lega Pro 2013-2014 che non sono state ammesse alla Coppa Italia 2013-2014.

Le 42 società formano 14 gironi da tre squadre ciascuno, con tre giornate di calendario con gare di sola andata, pertanto ogni squadra effettua una gara interna e una gara esterna.

Il relativo calendario viene stabilito con le modalità di seguito riportate:
- 1ª giornata
  - la squadra che riposa nella prima giornata viene determinata per sorteggio.
  - per sorteggio viene determinata anche la squadra che disputa la prima gara in trasferta.
- 2ª giornata
  - nella seconda giornata riposa la squadra che ha vinto la prima gara o, in caso di pareggio, quella che ha disputato la prima gara in trasferta.
- 3ª giornata
  - la terza giornata viene disputata tra le due squadre che non si sono incontrate in precedenza.

Sono ammesse alla fase finale le società classificate al primo posto di ogni girone (14 società) più le 7 migliori classificate al secondo posto, e in caso di parità di punteggio fra due o più squadre, per designare la graduatoria di ogni girone di qualificazione si tiene conto nell'ordine:
- della differenza reti nelle gare di girone.
- del maggior numero di reti segnate nelle gare di girone.
- del maggior numero di reti segnate nella gara esterna di girone.
- del sorteggio.

### Girone A
| Squadra        | P.ti | G | V | N | P | GF | GS | DR |
| -------------- | ---- | - | - | - | - | -- | -- | -- |
| 1. Cuneo       | 4    | 2 | 1 | 1 | 0 | 2  | 1  | +1 |
| 2. Alessandria | 2    | 2 | 0 | 2 | 0 | 2  | 2  | 0  |
| 3. Bra         | 1    | 2 | 0 | 1 | 1 | 1  | 2  | -1 |

| Arbitro: | Antonio Giua (Pisa) |

|             |           |                   |
| Barbaro 59’ | Marcatori | 9’ (rig.) Rantier |

| Arbitro: | Piscopo (Imperia) |

|           |           |  |
| Torri 80’ | Marcatori |  |

| Arbitro: | Riccardo Baldicchi (Città di Castello) |

|            |           |             |
| Falasca 6’ | Marcatori | 79’ Mainone |

### Girone B
| Squadra         | P.ti | G | V | N | P | GF | GS | DR |
| --------------- | ---- | - | - | - | - | -- | -- | -- |
| 1. Renate       | 4    | 2 | 1 | 1 | 0 | 4  | 1  | +3 |
| 2. Como         | 3    | 2 | 1 | 0 | 1 | 3  | 4  | -1 |
| 3. Pergolettese | 1    | 2 | 0 | 1 | 1 | 2  | 4  | -2 |

| Arbitro: | Lorenzo Bertani (Pisa) |

|                       |           |             |
| Bertazzoli 40’ (rig.) | Marcatori | 9’ Spampati |

| Arbitro: | Tardino (Milano) |

|                                       |           |          |
| Marchi 6’ Perna 90+1’ Cristiani 90+3’ | Marcatori | 9’ Ferri |

| Arbitro: | Greco (Lecce) |

|                                     |           |  |
| Spampatti 4’, 29’ Scaccabarozzi 45’ | Marcatori |  |

### Girone C
| Squadra        | P.ti | G | V | N | P | GF | GS | DR |
| -------------- | ---- | - | - | - | - | -- | -- | -- |
| 1. Mantova     | 6    | 2 | 2 | 0 | 0 | 6  | 1  | +5 |
| 2. Castiglione | 3    | 2 | 1 | 0 | 1 | 2  | 5  | -3 |
| 3. Pavia       | 0    | 2 | 0 | 0 | 2 | 0  | 2  | -2 |

| Arbitro: | Armando Gentile (Lodi) |

|  |           |           |
|  | Marcatori | 89’ Rossi |

| Arbitro: | Fanton (Lodi) |

|             |           |  |
| Zanetti 53’ | Marcatori |  |

| Arbitro: | Bertani (Pisa) |

|              |           |                                                                            |
| Munarini 82’ | Marcatori | 16’ Schiavini 43’ (rig.) Fortunato 76’ Luciano 80’ De Respinis 84’ Cavagna |

### Girone D
| Squadra           | P.ti | G | V | N | P | GF | GS | DR |
| ----------------- | ---- | - | - | - | - | -- | -- | -- |
| 1. Real Vicenza   | 6    | 2 | 2 | 0 | 0 | 8  | 1  | +7 |
| 2. Bassano Virtus | 3    | 2 | 1 | 0 | 1 | 4  | 5  | -1 |
| 3. Virtus Verona  | 0    | 2 | 0 | 0 | 2 | 2  | 8  | -6 |

| Arbitro: | Gianni Bichisecchi (Livorno) |

|                                            |           |            |
| Berrettoni 16’, 30’, 40’ Frendo 54’ (aut.) | Marcatori | 32’ Bolchi |

| Arbitro: | Daniele Martinelli (Roma) |

|            |           |                                                       |
| Frendo 10’ | Marcatori | 57’ Stefani 65’ Strizzolo 70’ Caporali 75’ Alessandro |

| Arbitro: | Francesco Fiore (Barletta) |

|                                                  |           |  |
| Pradolin 14’ Malagò 58’ Niero 72’ Alessandro 84’ | Marcatori |  |

### Girone E
| Squadra              | P.ti | G | V | N | P | GF | GS | DR |
| -------------------- | ---- | - | - | - | - | -- | -- | -- |
| 1 . SPAL             | 6    | 2 | 2 | 0 | 0 | 5  | 0  | +5 |
| 2. Delta Porto Tolle | 3    | 2 | 1 | 0 | 1 | 6  | 4  | +2 |
| 3. Bellaria          | 0    | 2 | 0 | 0 | 2 | 1  | 8  | -7 |

| Arbitro: | Livio Marinelli (Tivoli) |

|           |           |                                                                 |
| Grandi 6’ | Marcatori | 24’, 55’ (rig.), 83’ Gherardi 52’ Pettarin 64’ Segato 70’ Valim |

| Arbitro: | Giovanni Luciano (Lambrate) |

|                            |           |  |
| Varricchio 6’ Pandiani 87’ | Marcatori |  |

| Arbitro: | Alessandro Caso (Verona) |

|  |           |                                     |
|  | Marcatori | 12’ Vita 41’ Pandiani 81’ Cozzolino |

### Girone F
| Squadra     | P.ti | G | V | N | P | GF | GS | DR |
| ----------- | ---- | - | - | - | - | -- | -- | -- |
| 1. Rimini   | 3    | 2 | 1 | 0 | 1 | 4  | 3  | +1 |
| 2. Reggiana | 3    | 2 | 1 | 0 | 1 | 3  | 3  | 0  |
| 3. Forlì    | 3    | 2 | 1 | 0 | 1 | 3  | 4  | -1 |

| Arbitro: | Enzo Vesprini (Macerata) |

|                           |           |               |
| Gerolino 72’ Petrascu 87’ | Marcatori | 68’ Antonelli |

| Arbitro: | Riccardo Ros (Pordenone) |

|                                        |           |              |
| Brunori Sandri 64’ Alessi 90+4’ (rig.) | Marcatori | 88’ Baldazzi |

| Arbitro: | Giuseppe Cifelli (Campobasso) |

|                                  |           |              |
| Del Sole 21’ Nicastro 73’, 90+3’ | Marcatori | 68’ D'Angelo |

### Girone G
| Squadra       | P.ti | G | V | N | P | GF | GS | DR |
| ------------- | ---- | - | - | - | - | -- | -- | -- |
| 1. Carrarese  | 6    | 2 | 2 | 0 | 0 | 3  | 0  | +3 |
| 2. Gavorrano  | 3    | 2 | 1 | 0 | 1 | 4  | 2  | +2 |
| 3. Tuttocuoio | 0    | 2 | 0 | 0 | 2 | 1  | 6  | -5 |

| Arbitro: | Aristide Capraro (Cassino) |

|  |           |                           |
|  | Marcatori | 29’ Beltrame 75’ Beltrame |

| Arbitro: | Vito Mastrodonato (Molfetta) |

|                                                     |           |              |
| Falomi 17’, 22’ Carroccio 33’ (aut.) Nocciolini 43’ | Marcatori | 50’ Cherillo |

| Arbitro: | Luca Candeo (Este) |

|            |           |  |
| Mancuso 2’ | Marcatori |  |

### Girone H
| Squadra          | P.ti | G | V | N | P | GF | GS | DR |
| ---------------- | ---- | - | - | - | - | -- | -- | -- |
| 1. Castel Rigone | 4    | 2 | 1 | 1 | 0 | 5  | 2  | +3 |
| 2. Poggibonsi    | 2    | 2 | 0 | 2 | 0 | 1  | 1  | 0  |
| 3. Prato         | 1    | 2 | 0 | 1 | 1 | 1  | 4  | -3 |

| Prato 18 agosto 2013, ore 17:30 1ª giornata | Prato                   | 0 – 0 | Poggibonsi | Stadio Lungobisenzio\| Arbitro: \| Matteo Proietti (Terni) \| |
| Arbitro:                                    | Matteo Proietti (Terni) |       |            |                                                               |

| Arbitro: | Marco Piccinini (Forlì) |

|                                                   |           |               |
| Cappai 2’ Tranchitella 19’ (rig.), 30’ Ubaldi 65’ | Marcatori | 62’ Benedetti |

| Arbitro: | Stefano Casaluci (Lecce) |

|               |           |               |
| Baldassin 89’ | Marcatori | 35’ Petterini |

### Girone I
| Squadra          | P.ti | G | V | N | P | GF | GS | DR |
| ---------------- | ---- | - | - | - | - | -- | -- | -- |
| 1. Santarcangelo | 6    | 2 | 2 | 0 | 0 | 5  | 2  | +3 |
| 2. San Marino    | 3    | 2 | 1 | 0 | 1 | 2  | 3  | -1 |
| 3. Chieti        | 0    | 2 | 0 | 0 | 2 | 3  | 5  | -2 |

| Arbitro: | Alessandro Prontera (Bologna) |

|  |           |                            |
|  | Marcatori | 7’ Pasi 23’ (rig.) Piccoli |

| Arbitro: | Riccardo Panarese (Lecce) |

|               |           |                         |
| Terrenzio 84’ | Marcatori | 30’ Lolli 37’ Villanova |

| Arbitro: | Manuele Verdenelli (Foligno) |

|                          |           |                               |
| Papa 9’, 36’ Mariani 20’ | Marcatori | 63’ Berardino 89’ Della Penna |

### Girone L
| Squadra            | P.ti | G | V | N | P | GF | GS | DR |
| ------------------ | ---- | - | - | - | - | -- | -- | -- |
| 1. Torres          | 4    | 2 | 1 | 1 | 0 | 2  | 1  | +1 |
| 2. Aprilia         | 3    | 2 | 1 | 0 | 1 | 2  | 2  | 0  |
| 3. Aversa Normanna | 1    | 2 | 0 | 1 | 1 | 0  | 1  | -1 |

| Aversa 18 agosto 2013, ore 16:00 1ª giornata | Aversa Normanna            | 0 – 0 | Torres | Stadio Augusto Bisceglia (500 spett.)\| Arbitro: \| Antonello Balice (Termoli) \| |
| Arbitro:                                     | Antonello Balice (Termoli) |       |        |                                                                                   |

| Arbitro: | Catona (Reggio Calabria) |

|           |           |  |
| Mbody 47’ | Marcatori |  |

| Arbitro: | Dario Melidoni (Frattamaggiore) |

|                              |           |           |
| Filippini 73’ Bonvissuto 78’ | Marcatori | 17’ Mbody |

### Girone M
| Squadra      | P.ti | G | V | N | P | GF | GS | DR |
| ------------ | ---- | - | - | - | - | -- | -- | -- |
| 1. Foggia    | 4    | 2 | 1 | 1 | 0 | 1  | 0  | +1 |
| 2. Casertana | 2    | 2 | 0 | 2 | 0 | 0  | 0  | 0  |
| 3. Arzanese  | 1    | 2 | 0 | 1 | 1 | 0  | 1  | -1 |

| Arbitro: | Emanuele Mancini (Fermo) |

|              |           |  |
| Leonetti 78’ | Marcatori |  |

| Arzano 25 agosto 2013 2ª giornata | Arzanese                  | 0 – 0 | Casertana | Stadio Sabatino De Rosa\| Arbitro: \| Giuseppe Strippoli (Bari) \| |
| Arbitro:                          | Giuseppe Strippoli (Bari) |       |           |                                                                    |

| Caserta 28 agosto 2013, ore 17:00 3ª giornata | Casertana           | 0 – 0 | Foggia | Stadio Alberto Pinto (1500 spett.)\| Arbitro: \| Antonio Giua (Pisa) \| |
| Arbitro:                                      | Antonio Giua (Pisa) |       |        |                                                                         |

### Girone N
| Squadra              | P.ti | G | V | N | P | GF | GS | DR |
| -------------------- | ---- | - | - | - | - | -- | -- | -- |
| 1. Ischia Isolaverde | 6    | 2 | 2 | 0 | 0 | 5  | 0  | +5 |
| 2. Cosenza           | 1    | 2 | 0 | 1 | 1 | 0  | 2  | -2 |
| 3. Sorrento          | 1    | 2 | 0 | 1 | 1 | 0  | 3  | -3 |

| Arbitro: | Francesco Catona (Reggio Calabria) |

|                     |           |  |
| Cunzi 18’ Nigro 80’ | Marcatori |  |

| Sorrento 25 agosto 2013, ore 20:00 2ª giornata | Sorrento             | 0 – 0 | Cosenza | Stadio Italia (200 spett.)\| Arbitro: \| Ivan Pezzuto (Lecce) \| |
| Arbitro:                                       | Ivan Pezzuto (Lecce) |       |         |                                                                  |

| Arbitro: | Marco Capilungo (Lecce) |

|                              |           |  |
| Di Nardo 12’ Masini 21’, 58’ | Marcatori |  |

### Girone O
| Squadra     | P.ti | G | V | N | P | GF | GS | DR |
| ----------- | ---- | - | - | - | - | -- | -- | -- |
| 1. Melfi    | 6    | 2 | 2 | 0 | 0 | 4  | 1  | +3 |
| 2. Barletta | 3    | 2 | 1 | 0 | 1 | 2  | 2  | 0  |
| 3. Martina  | 0    | 2 | 0 | 0 | 2 | 2  | 5  | -3 |

| Arbitro: | Pasquale Boggi (Salerno) |

|                                |           |           |
| Rinaldi 3’ Neglia 44’ Muro 84’ | Marcatori | 8’ Rocchi |

| Arbitro: | Luigi Pillitteri (Palermo) |

|                             |           |          |
| Belleri 31’ Mantovani 90+3’ | Marcatori | 48’ Cane |

| Arbitro: | Pierantonio Perotti (Legnano) |

|  |           |           |
|  | Marcatori | 22’ Pinna |

### Girone P
| Squadra          | P.ti | G | V | N | P | GF | GS | DR |
| ---------------- | ---- | - | - | - | - | -- | -- | -- |
| 1. Messina       | 6    | 2 | 2 | 0 | 0 | 3  | 1  | +2 |
| 2. Catanzaro     | 3    | 2 | 1 | 0 | 1 | 2  | 2  | 0  |
| 3. Vigor Lamezia | 0    | 2 | 0 | 0 | 2 | 2  | 4  | -2 |

| Arbitro: | Domenico Rocca (Vibo Valentia) |

|                           |           |               |
| Fioretti 16’ Russotto 88’ | Marcatori | 14’ Del Sante |

| Arbitro: | Francesco Guccini (Albano Laziale) |

|                        |           |                             |
| Zampaglione 40’ (rig.) | Marcatori | 66’ Guadalupi 90+2’ Ignoffo |

| Arbitro: | Salvatore Guarino (Caltanissetta) |

|             |           |  |
| Chiaria 40’ | Marcatori |  |

## Fase a eliminazione diretta

### Primo turno
Partecipano al Primo turno 48 squadre di cui, 21 provenienti dalla fase precedente e 27 che hanno disputato la Coppa Italia maggiore; di queste ultime l'unica partecipante ancora alla Coppa Italia 2013-2014, in quanto qualificata al Quarto turno, è il Frosinone.

Vengono disputate gare di sola andata, e le squadre vincenti sono ammesse a quello successivo. In caso di pareggio anche dopo 120 minuti si passa all'esecuzione dei tiri di rigore.

Le partite sono state giocate tutte il 2 ottobre 2013, tranne SPAL- Venezia che è stata disputata il 9 ottobre 2013.
| Squadra 1         | Risultato       | Squadra 2      |
| ----------------- | --------------- | -------------- |
| Pro Vercelli      | 3 - 0           | Lumezzane      |
| Pro Patria        | 5 - 2           | Feralpisalò    |
| Monza             | 3 - 2           | AlbinoLeffe    |
| Südtirol          | 2 - 3 (dts)     | Renate         |
| L.R. Vicenza      | 3 - 0           | Real Vicenza   |
| Delta Porto Tolle | 3 - 1           | Mantova        |
| SPAL              | 0 - 1 (dts)     | Venezia        |
| Cremonese         | 3 - 1           | Bassano Virtus |
| Cuneo             | 3 - 2 (dts)     | Savona         |
| Pisa              | 3 - 0           | Reggiana       |
| Carrarese         | 1 - 2           | Pontedera      |
| Viareggio         | 2 - 3           | Virtus Entella |
| Grosseto          | 3 - 1           | Gavorrano      |
| Ascoli            | 3 - 1           | Rimini         |
| Perugia           | 1 - 0           | Castel Rigone  |
| Gubbio            | 0 - 1           | Santarcangelo  |
| Frosinone         | 5 - 1           | Torres         |
| Aprilia           | 2 - 1           | L'Aquila       |
| Teramo            | 2 - 2 (5-7 dcr) | Benevento      |
| Ischia Isolaverde | 2 - 1           | Nocerina       |
| Barletta          | 3 - 1 (dts)     | Paganese       |
| Lecce             | 1 - 0           | Foggia         |
| Salernitana       | 1 - 1 (3-0 dcr) | Messina        |
| Melfi             | 1 - 2           | Catanzaro      |

| Arbitro: | Balice (Termoli) |

|                                |           |               |
| Ligorio 21’ (aut.) Barbuti 83’ | Marcatori | 53’ Infantino |

| Arbitro: | Marco Capilungo (Lecce) |

|                                           |           |             |
| Vegnaduzzo 3’ Falzerano 68’ Malatesta 85’ | Marcatori | 46’ Zanigni |

| Arbitro: | Casaluci (Lecce) |

|                                               |           |           |
| Picci 90+1’ (rig.) Cicerelli 97’ Pippa 105+3’ | Marcatori | 14’ Meola |

| Arbitro: | Mainardi (Bergamo) |

|            |           |                                 |
| Trocar 35’ | Marcatori | 36’ Regoli 85’ (rig.) Arrighini |

| Arbitro: | Cristian Brasi (Seregno) |

|                                  |           |              |
| Brighenti 36’, 50’ Armellino 66’ | Marcatori | 29’ Bizzotto |

| Arbitro: | Claudio Lanza (Nichelino) |

|                                      |           |                     |
| Maimone 53’ Romano 57’ Palazzolo 98’ | Marcatori | 13’ Marras 29’ Rais |

| Arbitro: | Marco Bellotti (Verona) |

|                              |           |             |
| Baldrocco 16’, 35’ Valim 30’ | Marcatori | 57’ Cavagna |

| Arbitro: | Catona (Reggio Calabria) |

|                                               |           |           |
| Gucher 5’, 35’ Cesaretti 33’, 48’ Curiale 43’ | Marcatori | 20’ Samba |

| Arbitro: | Baldicchi (Città di Castello) |

|                                  |           |              |
| Gioè 5’ Bombagi 12’ Montalto 69’ | Marcatori | 63’ Bianconi |

| Arbitro: | Capraro (Cassino) |

|  |           |              |
|  | Marcatori | 90’+1’ Negri |

| Arbitro: | Colarossi (Roma) |

|                      |           |               |
| Longo 23’ Masini 27’ | Marcatori | 62’ De Franco |

| Arbitro: | Lazzari (Arezzo) |

|             |           |  |
| Beretta 22’ | Marcatori |  |

| Arbitro: | Perotti (Legnano) |

|            |           |                      |
| Neglia 48’ | Marcatori | 30’ Fiore 40’ Casini |

| Arbitro: | Marini (Roma) |

|                                      |           |                        |
| Ravasi 41’ Valagussa 50’ Finotti 66’ | Marcatori | 57’ Viola 88’ Girasole |

| Arbitro: | Albertini (Ascoli Piceno) |

|             |           |  |
| Fabinho 70’ | Marcatori |  |

| Arbitro: | Marco Serra (Torino) |

|                           |           |  |
| Forte 3’ Bollino 72’, 81’ | Marcatori |  |

| Arbitro: | Giua (Pisa) |

|                                             |           |                         |
| Bruccini 25’, 62’, 86’ Mella 65’ Giorno 79’ | Marcatori | 36’ Rovelli 83’ Marsura |

| Arbitro: | Manuele Verdenelli (Foligno) |

|                                              |           |  |
| Vincenzo Pepe 2’ Gomez 56’ Horacio Erpen 69’ | Marcatori |  |

| Arbitro: | Pagliardini (Arezzo) |

|                           |                      |                            |
| Guazzo 67’                | Marcatori            | 84’ Costa Ferreira         |
| Guazzo Vagenin Montervino | Tiri di rigore 3 – 0 | Quintoni Lasagna Simonetti |

| Arbitro: | Giovani (Grosseto) |

|  |           |            |
|  | Marcatori | 102’ Dramé |

| Arbitro: | Daniele Rasia (Bassano del Grappa) |

|                        |           |                                                  |
| Bastone 27’ Ahmedi 63’ | Marcatori | 3’ (rig.) Bernasconi 92’ Florian 119’ Bernasconi |

| Arbitro: | Ceccarelli (Rimini) |

|                                         |                      |                                            |
| Patierno 77’ Scipioni 83’               | Marcatori            | 36’ Altinier 51’ Buonaiuto                 |
| Bernardo Di Paolantonio Scipioni Pacini | Tiri di rigore 3 – 5 | Altinier De Risio Agyei Ferretti Buonaiuto |

| Arbitro: | Marinelli (Tivoli) |

|                           |           |                                      |
| Romeo 52’ Della Latta 58’ | Marcatori | 24’ Folla 71’ (rig.) Russo 74’ Sarno |

| Arbitro: | Daniele Martinelli (Roma 2) |

|                                 |           |  |
| Tiribocchi 11’, 44’ Cinelli 54’ | Marcatori |  |

### Secondo turno
Partecipano al Secondo turno le 24 squadre provenienti dalla fase precedente; l'unica partecipante ancora alla Coppa Italia 2013-2014, in quanto qualificata al Quarto turno, è il Frosinone.

Vengono disputate gare di sola andata, e le squadre vincenti sono ammesse a quello successivo. In caso di pareggio anche dopo 120 minuti si passa all'esecuzione dei tiri di rigore.

Le partite sono state giocate tutte il 23 ottobre 2013, tranne Salernitana-Catanzaro che è stata disputata il 6 novembre 2013. Il sorteggio per la determinazione della squadra ospitante è stato effettuato l'8 ottobre 2013.
| Squadra 1         | Risultato       | Squadra 2         |
| ----------------- | --------------- | ----------------- |
| Pro Patria        | 1 - 0           | Pro Vercelli      |
| Monza             | 4 - 3           | Renate            |
| L.R. Vicenza      | 3 - 3 (5-3 dcr) | Delta Porto Tolle |
| Venezia           | 0 - 3           | Cremonese         |
| Cuneo             | 5 - 2           | Pisa              |
| Pontedera         | 0 - 1           | Virtus Entella    |
| Ascoli            | 0 - 4           | Grosseto          |
| Perugia           | 3 - 0           | Santarcangelo     |
| Aprilia           | 0 - 1           | Frosinone         |
| Ischia Isolaverde | 1 - 0           | Benevento         |
| Barletta          | 0 - 1           | Lecce             |
| Salernitana       | 2 - 1 (dts)     | Catanzaro         |

| Arbitro: | Ceccarelli (Rimini) |

|  |           |                    |
|  | Marcatori | 77’ (aut.) Cafiero |

| Arbitro: | Pierro (Nola) |

|  |           |                                            |
|  | Marcatori | 60’ (rig.), 77’ Ricci 61’ Mancini 90’ Gioè |

| Arbitro: | Giovanni Luciano (Lamezia Terme) |

|  |           |            |
|  | Marcatori | 74’ Zigoni |

| Arbitro: | Francesco Fiore (Barletta) |

|                                           |           |                     |
| Tempesti 16’, 28’, 31’, 42’ Palazzolo 76’ | Marcatori | 16’ Cia 49’ Bollino |

| Arbitro: | Balice (Termoli) |

|            |           |  |
| Masini 53’ | Marcatori |  |

| Arbitro: | Luca Candeo (Este) |

|                                             |           |                                |
| Laraia 3’ Morao 45+2’ Fisher 55’ Ravasi 77’ | Marcatori | 14’ Teggi 20’ Baldo 45’ Gualdi |

| Arbitro: | Dario Melidoni (Frattamaggiore) |

|                                   |           |  |
| Eusepi 17’ Filipe 44’ Insigne 58’ | Marcatori |  |

| Arbitro: | Piscopo (Imperia) |

|  |           |             |
|  | Marcatori | 22’ Troiano |

| Arbitro: | Aversano (Treviso) |

|             |           |  |
| Moscati 58’ | Marcatori |  |

| Arbitro: | Emanuele Mancini (Fermo) |

|                        |           |            |
| Mounard 73’ Ricci 106’ | Marcatori | 57’ Casini |

| Arbitro: | Matteo Proietti (Terni) |

|  |           |                                    |
|  | Marcatori | 22’ Bergamelli 23’, 35’ Abbruscato |

| Arbitro: | Silvia Tea Spinelli (Terni) |

|                                                  |                      |                                              |
| Giacomelli 66’ 74’ Maritato 110’ (rig.)          | Marcatori            | 85’ Valim 90+4’ (rig.) Segato 105’ Baldrocco |
| Mustacchio Di Pentima Castiglia Maritato Filippi | Tiri di rigore 5 – 3 | Fiorini Cinti Ciaramitaro Fiorini            |

### Terzo turno
Partecipano al Terzo turno le 12 squadre provenienti dalla fase precedente; l'unica partecipante ancora alla Coppa Italia 2013-2014, in quanto qualificata al Quarto turno, è il Frosinone.

Le 12 società ammesse formano 4 gironi da tre squadre ciascuno, con tre giornate di calendario con gare di sola andata, pertanto ogni squadra effettua una gara interna e una gara esterna.

Il relativo calendario viene stabilito con le modalità di seguito riportate:
- 1ª giornata
  - la squadra che riposa nella prima giornata viene determinata per sorteggio.
  - per sorteggio viene determinata anche la squadra che disputa la prima gara in trasferta.
- 2ª giornata
  - nella seconda giornata riposa la squadra che ha vinto la prima gara o, in caso di pareggio, quella che ha disputato la prima gara in trasferta.
- 3ª giornata
  - la terza giornata viene disputata tra le due squadre che non si sono incontrate in precedenza.

Sono ammesse alle Semifinali le società classificate al primo posto di ogni girone, e in caso di parità di punteggio fra due o più squadre, per designare le vincenti si tiene conto nell'ordine:
- della differenza reti nelle gare di girone.
- del maggior numero di reti segnate nelle gare di girone.
- del maggior numero di reti segnate nella gara esterna di girone.
- del sorteggio.

Fonte del calendario di tutte le giornate del terzo turno a gironi:

#### Girone A
| Squadra       | P.ti | G | V | N | P | GF | GS | DR |
| ------------- | ---- | - | - | - | - | -- | -- | -- |
| 1. Cremonese  | 4    | 2 | 1 | 1 | 0 | 3  | 1  | +2 |
| 2. Cuneo      | 2    | 2 | 0 | 2 | 0 | 1  | 1  | 0  |
| 3. Pro Patria | 1    | 2 | 0 | 1 | 1 | 0  | 2  | -2 |

| Busto Arsizio 6 novembre 2013 1ª giornata | Pro Patria                  | 0 – 0 referto | Cuneo | Stadio Carlo Speroni\| Arbitro: \| Mirko Mangialardi (Pistoia) \| |
| Arbitro:                                  | Mirko Mangialardi (Pistoia) |               |       |                                                                   |

| Arbitro: | Armando Ranaldi (Tivoli) |

|                         |           |  |
| Francoise 4’ Casoli 65’ | Marcatori |  |

| Arbitro: | Luca Candeo (Este) |

|              |           |             |
| Fanucchi 12’ | Marcatori | 16’ Mascolo |

#### Girone B
| Squadra           | P.ti | G | V | N | P | GF | GS | DR |
| ----------------- | ---- | - | - | - | - | -- | -- | -- |
| 1. Monza          | 6    | 2 | 2 | 0 | 0 | 6  | 0  | +6 |
| 2. Vicenza        | 1    | 2 | 0 | 1 | 1 | 0  | 3  | -3 |
| 2. Virtus Entella | 1    | 2 | 0 | 1 | 1 | 0  | 3  | -3 |

| Chiavari 9 novembre 2013, ore 14:30 UTC+1 1ª giornata | Virtus Entella                | 0 – 0 referto | Vicenza | Stadio comunale (337 spett.)\| Arbitro: \| Pierantonio Perotti (Legnano) \| |
| Arbitro:                                              | Pierantonio Perotti (Legnano) |               |         |                                                                             |

| Arbitro: | Saverio Pelagatti (Arezzo) |

|                                     |           |  |
| Terrani 45’, 57’ Candido 68’ (rig.) | Marcatori |  |

| Arbitro: | Carmine Di Ruberto (Nocera) |

|  |           |                              |
|  | Marcatori | 33’, 52’ Ravasi 77’ Calliari |

#### Girone C
| Squadra     | P.ti | G | V | N | P | GF | GS | DR |
| ----------- | ---- | - | - | - | - | -- | -- | -- |
| 1. Grosseto | 6    | 2 | 2 | 0 | 0 | 4  | 1  | +3 |
| 2. Perugia  | 3    | 2 | 1 | 0 | 1 | 2  | 2  | 0  |
| 3. Lecce    | 0    | 2 | 0 | 0 | 2 | 1  | 4  | -3 |

| Arbitro: | Enzo Vesprini (Macerata) |

|                                  |           |           |
| Esposito 28’ Scappini 34’ (rig.) | Marcatori | 33’ Rullo |

| Arbitro: | Dario Melidoni (Frattamaggiore) |

|             |           |           |
| Insigne 25’ | Marcatori | 33’ Ayres |

| Arbitro: | Paolo Formato (Benevento) |

|  |           |                          |
|  | Marcatori | 9’ Ferretti 36’ Montalto |

#### Girone D
| Squadra              | P.ti | G | V | N | P | GF | GS | DR |
| -------------------- | ---- | - | - | - | - | -- | -- | -- |
| 1. Salernitana       | 4    | 2 | 1 | 1 | 0 | 2  | 1  | +1 |
| 2. Frosinone         | 2    | 2 | 0 | 2 | 0 | 0  | 0  | 0  |
| 3. Ischia Isolaverde | 1    | 2 | 0 | 1 | 1 | 1  | 2  | -1 |

| Ischia 6 novembre 2013 1ª giornata | Ischia Isolaverde         | 0 – 0 referto | Frosinone | Stadio Vincenzo Mazzella\| Arbitro: \| Paolo Formato (Benevento) \| |
| Arbitro:                           | Paolo Formato (Benevento) |               |           |                                                                     |

| Arbitro: | Stefano Casaluci (Lecce) |

|                  |           |                  |
| Ginestra 8’, 43’ | Marcatori | 20’ De Francesco |

| Frosinone 18 dicembre 2013 3ª giornata | Frosinone                              | 0 – 0 | Salernitana | Stadio comunale Matusa\| Arbitro: \| Riccardo Baldicchi (Città di Castello) \| |
| Arbitro:                               | Riccardo Baldicchi (Città di Castello) |       |             |                                                                                |

### Semifinali
Le semifinali sono state disputatate in gara doppia il 12 e il 25-26 febbraio 2014. Il sorteggio degli accoppiamenti e delle squadre ospitanti all'andata è stato effettuato in data 9 gennaio 2014.
| Squadra 1   | Totale | Squadra 2 | Andata | Ritorno |
| ----------- | ------ | --------- | ------ | ------- |
| Cremonese   | 2 - 4  | Monza     | 1 - 2  | 1 - 2   |
| Salernitana | 5 - 3  | Grosseto  | 3 - 2  | 2 - 1   |

#### Andata
| Arbitro: | Andrea Morreale (Roma) |

|               |           |                          |
| Brighenti 32’ | Marcatori | 47’ De Cenco 55’ Terrani |

| Arbitro: | Antonio Di Martino (Teramo) |

|                                                     |           |                             |
| Volpe 24’ Mounard 31’ (rig.) Mendicino 90+1’ (rig.) | Marcatori | 10’ (rig.) Ricci 36’ Pagano |

#### Ritorno
| Arbitro: | Claudio Lanza (Nichelino) |

|                      |           |                            |
| Bombagi 90+1’ (rig.) | Marcatori | 25’ Montervino 46’ Gustavo |

| Arbitro: | Fabio Piscopo (Imperia) |

|                        |           |              |
| Ravasi 47’ Finotto 50’ | Marcatori | 58’ Visconti |

### Finale
La finale è stata disputata in gara doppia il 19 marzo e il 16 aprile 2014. Il sorteggio della squadra ospitante all'andata è stato effettuato in data 6 marzo 2014.
| Squadra 1 | Totale | Squadra 2   | Andata | Ritorno |
| --------- | ------ | ----------- | ------ | ------- |
| Monza     | 1-2    | Salernitana | 0 - 1  | 1 - 1   |

#### Andata
| Arbitro: | Dei Giudici (Latina) |

|  |           |             |
|  | Marcatori | 90+2’ Ricci |

#### Ritorno
| Arbitro: | Abisso (Palermo) |

|           |           |              |
| Volpe 87’ | Marcatori | 57’ De Cenco |

## Record
Aggiornati al 20 marzo 2014.
- Maggior numero di partite giocate: Salernitana, Monza (8)
- Maggior numero di vittorie: Monza (6)
- Maggior numero di vittorie in trasferta: Virtus Entella, Santarcangelo, Grosseto, Monza, Salernitana (2)
- Miglior attacco: Monza (18 gol fatti)
- Peggior attacco: Pavia, Aversa Normanna, Arzanese, Casertana, Cosenza, Sorrento, Lumezzane, Gubbio (0 gol fatti)
- Miglior difesa: Casertana (0 gol subiti)
- Peggior difesa: Monza (9 gol subiti)
- Miglior differenza reti: Monza (+9)
- Peggior differenza reti: Bellaria (-7)
- Partita con maggiore scarto di reti: Bellaria-Delta Porto Tolle 1-6 (5 gol di scarto)
- Partita con più reti: Bellaria-Delta Porto Tolle 1-6, Pro Patria-FeralpiSalò 5-2, Monza-Renate 4-3, Cuneo-Pisa 5-2 (7 gol totali)
- Partita con più spettatori: 6289 in Salernitana-Monza 1-1 (finale di ritorno)
- Partita con meno spettatori:
- Totale spettatori e (media partita):
- Totale gol segnati:
- Media gol partita: